# Thrisadee Sahawong
Thrisadee Sahawong (thai: ทฤษฎี สหวงษ์), bedre kendt med kunstnernavnet ปอ / Por (født 18. januar 1980, død 13. januar 2016) var en thailandsk skuespillere.

## Filmografi
- Likasit Huajai (2005)
- Phoo Yai Lee Kab Nang Ma (2011)
- Mon Rak Luk Thung (2012)
- Sao Noi Loy Larn (2016)
- Tan Chai Kammalor (2016)